# Peter Denton
Peter Denton, född 10 juni 1926, död 3 december 2000, var en australisk friidrottare. Han deltog vid olympiska sommarspelen 1956.